# Club d'échecs de Hambourg
Le Club d'échecs de Hambourg de 1830 (en allemand : Hamburger Schachklub von 1830, Hamburger SK ou encore HSK) est le deuxième plus ancien club d'échecs allemand, après la Société d'échecs de Berlin.

## Histoire du club
Le HSK a été fondé le 8 mai 1830 sous le nom de Hamburgische Gesellschaft vereinigter Schachfreund. Il est le deuxième plus ancien club d'échecs allemand après la Société d'échecs de Berlin. Il porte son nom actuel, Hamburger Schachklub, depuis le 5 décembre 1861. En 1868, le HSK rejoint la Fédération nord-allemande des échecs, fondée la même année, et en 1877 la Fédération allemande des échecs, immédiatement après sa fondation.
Entre 1979 et 1987, le HSK est la section d'échecs du Hambourg SV.
À l'occasion du centenaire du club, l'olympiade d'échecs s'est déroulée à Hambourg en 1930. Le HSK a également organisé des tournois avec un grand nombre de participants pour certains autres de ses anniversaires (1885, 1905, 1910, 1955, 1980, 2005).

## Joueurs célèbres
Avec plus de 700 joueurs inscrits, le HSK est le club d'échecs allemand avec le plus grand nombre de membres juillet 2018.

### Effectif en cours
Joueurs célèbres du club actifs, classés par classement Elo (en mai 2019):
- le GMI Jan-Krzysztof Duda (2728)
- le GMI Nils Grandelius (2688)
- le GMI Rasmus Svane[1] (2615)
- le GMI Niclas Huschenbeth (2603)
- le GMI Kamil Mitoń (2589)
- le GMI Robert Kempiński (2579)
- le GMI Sune Berg Hansen (2575)
- le GMI Sipke Ernst (2540)
- le GMI Jonas Lampert (2532)
- le GMI Ľubomír Ftáčnik (2513)
- le GMI Luis Engel (2512)
- le GMI Thies Heinemann (2496)
- le GMI Dorian Rogozenco (2491)
- le MI Dirk Sebastian (2453)
- le MI Jonathan Carlstedt (2408)

Les joueuses célèbres du club actuellement actives, triés par classement (en mai 2019) :
- la MI Sarasadat Khademalsharieh (2474)
- la GMI Monika Soćko (2445)
- la MI Rout Padmini (2385)
- la GMF Sarah Hoolt (2321)
- la GMF Atousa Pourkashiyan (2305)
- la MIF Diana Baciu (2275)
- la MIF Filiz Osmanodja (2260)
- la MIF Lyoubka Genova (2230)
- la GMF Judith Fuchs (2218)
- la MFF Alina Zahn (2123)
- la MIF Anja Hegeler (2112)
- la MFF Stefanie Scognamiglio (2081)
- la MFF Jade Schmidt (2062)

### Joueurs célèbres passés précédemment par le club
Parmi les joueurs célèbres passés par le club se trouvent : Martin Bier, Klaus Junge, Herbert Heinicke, Gerhard Pfeiffer, Carl Ahues, Murray Chandler, Robert Hübner, John Nunn, Alexeï Chirov, Matthias Wahls et Jan Gustafsson. Les présidents de la fédération allemande des échecs Walter Robinow et Emil Dähne appartenaient également au HSK.

## Palmarès
En 1956 et 1958, le club d'échecs de Hambourg remporte le championnat allemand des clubs, et il est notamment vice-champion à l'issue de la saison 2006/2007. Le HSK joue en Première Bundesliga depuis sa création en 1974, sans interruption. Il est également membre fondateur de la ligue nationale féminine en 1991, d'où il est pourtant relégué en deuxième division en 1995. Le club revient dans l'élite deux ans plus tard.

## Formation de la jeunesse
Le club de Hambourg possède la plus grande section de jeunesse d'Allemagne. Depuis le début des années 1950, il met l'accent sur la formation de la jeunesse et s'occupe en plus de plusieurs groupes d'échecs scolaires dans la grande région de Hambourg. Le HSK a remporté sept fois le championnat d'Allemagne des clubs junior (catégorie des jeunes de moins de 20 ans) ainsi que trois titres dans d'autres catégories d'âge et plusieurs titres individuels.